# Абаев, Иван Мациевич
Ива́н (Вано) Маци́евич Аба́ев (1886, сел. Сба Южной Осетии — 1936) — редактор юго-осетинской газеты «Хурзæрин», член редакционной коллегии журнала «Фидиуæг», автор первого на осетинском языке символического рассказа «Сау барæг» («Чёрный всадник», опубликован в газете «Ног цард»), работы об ударении в осетинском языке и статьи о «Едином литературном языке для всех диалектических ветвей осетинского народа». Абаев в этой статье высказывается за признание единого литературного языка для всех осетин.
Похоронен в городе Цхинвали.